# Zvole (Vysočina)
Zvole (in tedesco Swolla) è un comune ceco situato nel distretto di Žďár nad Sázavou, nella regione di Vysočina.